# Liste der Mühlen in München
Dieser Artikel listet abgegangene und noch erhaltene Mühlen in München auf. Fast alle noch erhaltenen Mühlengebäude werden allerdings nicht mehr als Mühle genutzt, nur die Hofbräuhaus-Kunstmühle dient noch als Getreidemühle.

## Geschichte
Seit dem Mittelalter wurden die Münchner Stadtbäche, die auf der niedrigsten der Münchner Schotterterrassen links und rechts der Isar flossen, als Energiequelle für Mühlen genutzt. Dieses Gebiet entspricht heute links der Isar überwiegend den Stadtteilen Isarvorstadt, Lehel und dem Teil der Altstadt, der zwischen Marienplatz und Isartor liegt (der ehemaligen Talstadt). Rechts der Isar entspricht das den unterhalb des Isarhochufers liegenden Teilen von Untergiesing und der Au, durch die der Auer Mühlbach fließt.
Die erste urkundlich bezeugte Mühle auf dem heutigen Münchner Stadtgebiet ist die Giesinger Getreidemühle (Schrafnagelmühle), die 957 in einer Urkunde genannt wurde und aus der später die Bäcker-Kunstmühle wurde.
Bei den Mühlen handelte es sich nicht nur um Getreidemühlen zum Mahlen von Getreide zu Mehl. Die Wasserkraft der Bäche wurde beispielsweise auch zum Stampfen, Hämmern, Sägen und Schleifen verwendet. Im 19.. Jahrhundert wurde der Antrieb der Mühlen überwiegend von Wasserkraft auf Elektrizität umgestellt. Einige Wasserturbinen liefen aber weiter und erzeugten elektrischen Strom.
Nach der Stilllegung der Kraemer’schen Kunstmühle 2007 ist die Hofbräuhaus-Kunstmühle die letzte Mühle, die noch auf dem Münchner Stadtgebiet in Betrieb ist.

## Mühlen
| Name(n)                                                                                              | Lage                                                                          | Baujahr               | Stilllegung | Abriss    | Mühlentyp                                           | Energiequelle                     | Anmerkungen                                                                                                   | Bild           |
| --- | ----------------------------------------------------------------------------- | --------------------- | ----------- | --------- | --------------------------------------------------- | --------------------------------- | --- | -------------- |
| Allacher Mühle                                                                                       | Allach 48° 11′ 54″ N, 11° 27′ 24″ O                                           | 1517*                 | 1955        | –         |                                                     | Würm                              | Mühle und Müllerhaus sind jetzt Bestandteil einer Wohnanlage                                                  |                |
| Aumühle Papiermühle, Mittermühle                                                                     | Sendling 48° 7′ 3″ N, 11° 33′ 22″ O                                           |                       |             |           |                                                     | Dreimühlenbach                    | |                |
| Bäcker-Kunstmühle Schrafnagelmühle, Giesinger Getreidemühle                                          | Untergiesing 48° 6′ 41″ N, 11° 34′ 17″ O                                      | 957*                  | 1960er      | 1960er    | Getreidemühle                                       | Auer Mühlbach                     | erste urkundlich erwähnte Mühle Münchens, an der Stelle der alten Mühle steht heute das Kraftwerk Bäckermühle |                |
| Brudermühle Elkolfsmühle                                                                             | Sendling 48° 6′ 42″ N, 11° 33′ 11″ O                                          |                       |             |           |                                                     | Dreimühlenbach                    | |                |
| Gewürzmühle                                                                                          | Koordinaten fehlen! Hilf mit.                                                 |                       |             |           |                                                     |                                   | |                |
| Hacklmühle Walsermühle                                                                               | 48° 6′ 50″ N, 11° 44′ 17″ O                                                   |                       |             |           |                                                     |                                   | |                |
| Hainmühle Haimühle                                                                                   | Altstadt                                                                      |                       |             |           |                                                     |                                   | die Mühle stand in der Westenriederstraße zwischen Isartor und Viktualienmarkt                                |                |
| Heiliggeistmühle Griesmühle, Rumfordmühle, Lothmühle, Lottmühle                                      | 48° 6′ 50″ N, 11° 44′ 17″ O                                                   |                       |             |           |                                                     |                                   | |                |
| Hochbrückmühle Horbruckmühle                                                                         | Altstadt 48° 8′ 10″ N, 11° 34′ 46″ O                                          |                       |             |           |                                                     | Katzenbach                        | |                |
| Hofbräuhaus-Kunstmühle Malzmühle                                                                     | Altstadt 48° 8′ 16″ N, 11° 34′ 51″ O                                          | 1703                  | –           | –         | 1703–ca. 1870 Malzmühle seit ca. 1870 Getreidemühle | Malzmühlbach, Stromnetz           | Baudenkmal, letzte noch betriebene Mühle in München                                                           |                |
| Inselmühle                                                                                           | Untermenzing 48° 10′ 35″ N, 11° 27′ 44″ O                                     | 1445*                 | 1923        | –         | Getreidemühle                                       | Würm                              | |                |
| Kaiblmühle in der Au Neudecker Mühle                                                                 | Koordinaten fehlen! Hilf mit.                                                 |                       |             |           |                                                     |                                   | |                |
| Obere Kaiblmühle Schwalbensteinmühle, Ruchsmühle                                                     | Sendling 48° 7′ 15″ N, 11° 33′ 35″ O                                          |                       |             |           |                                                     | Dreimühlenbach                    | |                |
| Untere Kaiblmühle Mühle Neydeck, Doßische Mühle, Hufnagelmühle                                       | vormals Buttermelcherstraße 16                                                |                       | 1880        | 1889      |                                                     |                                   | |                |
| Kainzmühle Mittermühle, mittlere Schefmühle, bis zur Schließung unter dem Namen St. Anna Kunstmühle. | Lehel, vormals Pilotystraße 2 48° 8′ 32″ N, 11° 35′ 0″ O                      |                       |             | 1963      |                                                     | Kainzmühlbach                     | |                |
| Kegelmühle Papiermühle in der Au                                                                     | 48° 7′ 37″ N, 11° 35′ 9″ O                                                    |                       |             |           |                                                     |                                   | |                |
| Klarermühle Hofsägmühle                                                                              | Lehel 48° 8′ 14″ N, 11° 35′ 23″ O                                             |                       |             |           |                                                     |                                   | |                |
| Köglmühle Eyslmühle, vordere Schefmühle                                                              | vormals Hofgartenstraße 3, östlich des Hofgartens 48° 8′ 29″ N, 11° 34′ 58″ O |                       |             | 1931      | Getreidemühle                                       | Köglmühlbach                      | |                |
| Kraemer’sche Kunstmühle                                                                              | Untergiesing 48° 6′ 21″ N, 11° 34′ 1″ O                                       | 1701                  | 2007        | –         | 1701–1863 Papiermühle 1863–2007 Getreidemühle       | Auer Mühlbach, Stromnetz          | wird seit 2010 in Gewerbeflächen umgebaut, Wasserkraft treibt heute ein Laufwasserkraftwerk                   | weitere Bilder |
| Kupferhammer                                                                                         | Isarvorstadt                                                                  |                       |             |           |                                                     |                                   | |                |
| Kunstmühle Langwied                                                                                  | Langwied 48° 10′ 45″ N, 11° 25′ 21″ O                                         |                       |             |           |                                                     | Langwieder Bach                   | |                |
| Leißmühle Hintere Schefmühle                                                                         | Koordinaten fehlen! Hilf mit.                                                 |                       |             |           |                                                     |                                   | |                |
| Lodererwalk                                                                                          | Koordinaten fehlen! Hilf mit.                                                 |                       |             |           |                                                     |                                   | |                |
| Mahlmühle Säldenau-Mühle, Militärmalzmühle, Pötschnermühle                                           | Koordinaten fehlen! Hilf mit.                                                 |                       |             |           |                                                     |                                   | |                |
| Neumühle                                                                                             | Koordinaten fehlen! Hilf mit.                                                 |                       |             |           |                                                     |                                   | |                |
| Pfistermühle Torantsmühle, Hofmühle                                                                  | Altstadt 48° 8′ 18″ N, 11° 34′ 45″ O                                          |                       |             | –         |                                                     |                                   | Baudenkmal | weitere Bilder |
| Plachfeldmühle                                                                                       | Koordinaten fehlen! Hilf mit.                                                 |                       |             |           |                                                     |                                   | |                |
| Riegermühle                                                                                          | Au 48° 7′ 17″ N, 11° 34′ 48″ O                                                | 1570 1695 (Verlegung) | 1910        | nach 1945 | Sägemühle                                           | Auer Mühlbach                     | |                |
| Sägemühle                                                                                            | Isarvorstadt 48° 7′ 56″ N, 11° 34′ 43″ O                                      |                       |             |           |                                                     |                                   | |                |
| Schadeneckmühle Maria-Einsiedel-Mühle, Urbarsmühle                                                   | Thalkirchen 48° 5′ 42″ N, 11° 32′ 35″ O                                       |                       |             |           |                                                     | Maria-Einsiedel-Mühlbach          | |                |
| Schleifmühle Hofschleiferei                                                                          | Koordinaten fehlen! Hilf mit.                                                 |                       |             |           |                                                     |                                   | |                |
| Schobinger-Mühle                                                                                     | Au, Lilienstraße 9 48° 7′ 52″ N, 11° 35′ 19″ O                                | 1467                  |             |           |                                                     | Auer Mühlbach                     | | weitere Bilder |
| Seidlmühle Gschlachtwandterwalk                                                                      | Koordinaten fehlen! Hilf mit.                                                 |                       |             |           |                                                     |                                   | |                |
| Simon-Walser-Mühle                                                                                   | Lehel 48° 8′ 4″ N, 11° 35′ 7″ O                                               |                       |             |           |                                                     |                                   | |                |
| Spießmühle Proviantmühle                                                                             | Ohlmüllerstraße/Nockherstraße 48° 7′ 22″ N, 11° 34′ 54″ O                     | 1437                  |             |           |                                                     |                                   | |                |
| St.-Floriansmühle                                                                                    | Freimann 48° 11′ 37″ N, 11° 37′ 27″ O                                         |                       |             |           |                                                     |                                   | |                |
| Stadthammerschmiede                                                                                  | Koordinaten fehlen! Hilf mit.                                                 |                       |             |           |                                                     |                                   | |                |
| Obere Stadtmühle Angermühle, Ahamermühle                                                             | Koordinaten fehlen! Hilf mit.                                                 |                       |             |           |                                                     |                                   | |                |
| Untere Stadtmühle Augustinermühle, Fländerlmühle, Hebenstreitmühle                                   | Koordinaten fehlen! Hilf mit.                                                 |                       |             |           |                                                     |                                   | |                |
| Stadtsäge                                                                                            | Lehel 48° 8′ 27″ N, 11° 35′ 13″ O                                             |                       |             |           |                                                     |                                   | |                |
| Stadtsägmühle                                                                                        | Koordinaten fehlen! Hilf mit.                                                 |                       |             |           |                                                     |                                   | |                |
| Stelzmühle                                                                                           | Koordinaten fehlen! Hilf mit.                                                 |                       |             |           |                                                     |                                   | |                |
| Tivoli-Kunstmühle                                                                                    | Schwabing 48° 9′ 10″ N, 11° 35′ 54″ O                                         | 1808                  | 1969        | 1969      | Getreidemühle                                       | Eisbach, Dampfmaschine, Stromnetz | |                |
| Wagmühle                                                                                             | Koordinaten fehlen! Hilf mit.                                                 |                       |             |           |                                                     |                                   | |                |
| Walkmühle                                                                                            | Koordinaten fehlen! Hilf mit.                                                 |                       |             |           |                                                     |                                   | |                |
| Westermühle                                                                                          | Isarvorstadt 48° 7′ 37″ N, 11° 34′ 1″ O                                       |                       |             |           |                                                     | Westermühlbach                    | |                |